# Schweich
Schweich – miasto w Niemczech, w kraju związkowym Nadrenia-Palatynat, w powiecie Trier-Saarburg, siedziba władz gminy związkowej Schweich an der Römischen Weinstraße.